# Carl von Bodelschwingh
Carl von Bodelschwingh, född den 16 december 1800 i Hamm, död den 10 maj 1873 i Berlin, var en tysk politiker, bror till Ernst von Bodelschwingh.
von Bodelschwingh var 1851–58 under Manteuffel och 1862–66 under Bismarck preussisk finansminister samt gjorde sig såväl då som under sin parlamentariska bana i preussiska lantdagen, nordtyska och tyska riksdagen känd för starkt utpräglad konservatism.